# Margaret Mead
Margaret Mead (Philadelplhia, Pennsylvania, 1901. december 16. – New York, 1978. november 15.) amerikai kulturális antropológus, aki az 1960-as és 1970-es évek során meghatározó szerepet töltött be a tömegmédiában mint író és előadó.
Egy személyben volt vezető alakja annak a törekvésnek, hogy az antropológia népszerűvé váljon az amerikai és nyugati kultúrában, valamint elismert, bár ellentmondásos tudományos antropológus. Beszámolói a Csendes-óceán déli területein, valamint a Délkelet-Ázsiában élő tradicionális kultúrák szexualitáshoz fűződő hozzáállásáról, bőségesen informálták az 1960-as évek szexuális forradalmát. Mead kiállt az egyre szabadabbá váló szexuális szokások mellett, de kizárólag a hagyományos, nyugati vallásos élettel összefüggésben. 
A tudományos élet elismert alakjának számított.

## Születés, családi élet és tanulmányok
Mead a Pennsylvania állambeli Philadelphiában született, és Doylestown-ban nevelkedett, öt gyermek közül az elsőként. Édesapja, Edward Sherwood Mead a Pennsylvaniai Egyetem Pénzügyi Tanszékének professzora, édesanyja, Emily Fogg Mead pedig szociológus volt, aki olasz bevándorlókat tanulmányozott. Katherine nevű húga 1907-ben, mindössze kilenc hónapos korában meghalt. Életben maradt húgai később mindketten jól ismert emberekhez mentek feleségül; Elisabeth Mead (1909–1983) a rajzfilmkészítő William Steiggel, Priscilla Mead (1911–1959) az író Leo Rostennel kötött házasságot.
Mivel a család sűrűn költözött, Mead korai tanulmányait hol otthon magántanulóként, hol pedig hagyományos iskolákban végezte. 1919-ben egy évig tanult a DePauw Egyetemen, majd egyetemi tanulmányait a Barnard College-ban folytatta, ahol 1923-ban megszerezte a Bachelor fokozatot. Az ezt követő évben Professzor Franz Boas és Dr. Ruth Benedict tanítványa volt a Columbia Egyetemen, ahol 1924-ben a Master fokozat megszerzésével lediplomázott. 1926-ban a New York-ban található American Museum of Natural History helyettes kurátoraként kapott állást. 1929-ben a Columbia Egyetemen doktorált.
Mead megfigyelő képességét nagyanyjától és édesanyjától örökölte. Amikor kisgyermek volt, nagyanyja és édesanyja minden vele történő eseményt megfigyeltek és feljegyeztek. Később ennek alapján jött rá a fontos felfedezések megfigyelésének és rögzítésének fontosságára.

## Magánélet
Mead háromszor ment férjhez. Első férje (1923–1928) Luther Cressman, egy teológus hallgató volt, akiből végül szintén antropológus lett. Később Mead meglehetősen gúnyosan „tanuló házasságként” jellemezte kapcsolatukat. Második férje az új-zélandi Reo Fortune volt (1928–1935). Az antropológus Fortune nevéhez fűződik a Dobu-sziget lakóinak kultúrájáról szóló beszámoló. Mead elmondása szerint második házassága sokkal szenvedélyesebb volt az elsőnél, azonban a kapcsolat megromlott, amikor kiderült, hogy Meadnek nem lehet gyermeke. Házasságuk éppen akkor ért véget, amikor egy orvos visszaadta Mead számára a reményt, mondván, hogy talán mégis képes lehet egy gyermek kihordására.
Harmadik és egyben leghosszabb házassága 1936-tól 1950-ig tartott. Harmadik férje az angol Gregory Bateson volt, akitől egy lánya is született, Mary Catherine Bateson, akiből később szintén antropológus lett. Mead lányának gyermekorvosa az akkor még karrierje elején tartó Benjamin Spock volt. Spock későbbi írásai a gyermeknevelésről magukban foglalták Mead néhány saját tapasztalatát és meggyőződését, melyekre etnológiai megfigyelései során tett szert, és amelyeket megosztott Spockkal is. Ilyen volt többek között az a meggyőződése, hogy a csecsemőket akkor kell etetni, amikor igényük van rá, nem pedig egy előre meghatározott menetrend szerint. Mead elismerte, hogy Gregory Bateson volt az, akit a legjobban szeretett férjei közül, és megviselte, hogy a férfi elhagyta. Ennek ellenére életük végéig jó barátságban maradtak egymással.
Mead különösen közeli kapcsolatot ápolt egyik tanítójával, Dr. Ruth Benedicttel. „With a daughter’s eye” című emlékiratában Mary Catherine Bateson utal arra, hogy Benedict és Mead kapcsolata részben szexuális jellegű volt. Míg Margaret Mead sosem vallotta magát nyíltan leszbikusnak vagy biszexuálisnak, Benedicttel való kapcsolata miatt az emberek ekképpen azonosították.
Utolsó éveit szoros szakmai együttműködésben töltötte az antropológus Rhoda Metraux-val, akivel együtt is élt, 1955-től egészen 1978-ban bekövetkezett haláláig. A kettejük közti levelezés – melyet 2006-ban hoztak nyilvánosságra Mary Catherine Bateson engedélyével – szintén egyfajta romantikus kapcsolatra enged következtetni.

## Karrierje és életének utolsó évei
Mead a New York-i American Museum of Natural History kurátoraként dolgozott 1946 és 1969 között. 1948-ban az Amerikai Tudományos Akadémia tagjának választották. 1954-1978 között a Columbia Egyetemen tanított egyetemi docensként. A Fordham University's Lincoln Center-ben az antropológia professzora, valamint a Társadalomtudományi Kar vezetője volt 1968-tól 1970-ig, ahol megalapította az Antropológia Tanszéket. Ruth Benedict példáját követve, kutatásai során főként három problémakörre fókuszált, ezek a gyermeknevelés, a személyiség és a kultúra. 1960-ban az Amerikai Antropológiai Társaság elnöke volt. Számos pozíciót töltött be az Amerikai Egyesület a Természettudományok Támogatására szervezetben, többek között az elnöki pozíciót 1975-ben.
Mead a Folkways Records által kiadott két lemezen is szerepelt. Az első lemez (An Interview With Margaret Mead) 1959-ben jelent meg, és az erkölcs, valamint az antropológia témáit vizsgálta. A második (But the Women Rose, Vol.2: Voices of Women in American History) 1971-ben jelent meg, és az amerikai történelem kiemelkedő női alakjainak előadásait gyűjtötte össze. 
Életének utolsó éveiben számos fiatal antropológus és szociológus mentora volt, közéjük tartozott Jean Houston is.
Mead hasnyálmirigy rákban halt meg 1978. november 15-én. A Pennsylvania állambeli Buckingham városában nyugszik.

## Munkássága

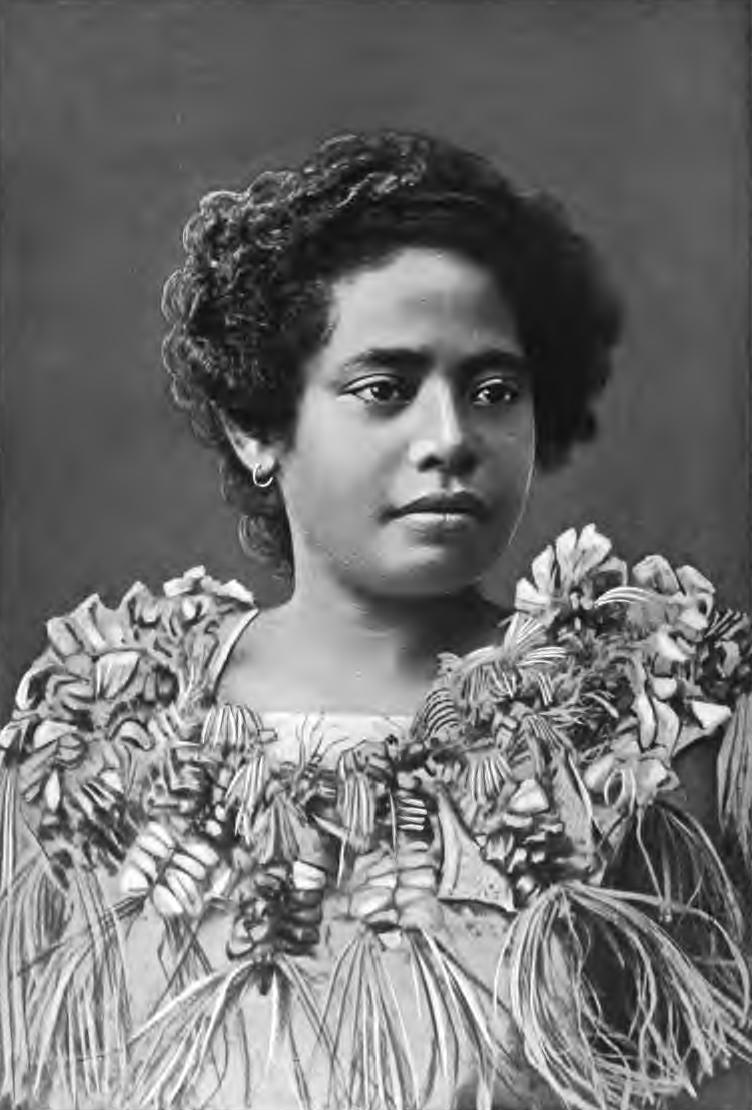
Fiatal nő Szamoán (1911)

### Szamoa (Coming of Age in Samoa)
Mead könyvének megírása előtt elsősorban arra a kérdésre kereste a választ, hogy különböző körülmények között vajon a serdülőkor is eltérő képet mutat-e. Vizsgálatát szamoaiak egy kis csoportján belül folytatta – a Ta’u nevű sziget 600 főt számláló falujában – ahol meg kellett ismerkednie, együtt kellett élnie, tanulmányoznia kellett és tolmács segítségével interjút kellett készítenie 68, 9 és 20 éves kor közötti fiatal nővel. Arra a következtetésre jutott, hogy a gyermekkor és a felnőttkor közötti határ – vagyis a serdülőkor – Szamoában egy zavartalan átmeneti időszaknak számít, melyre nem jellemző sem érzelmi, sem pszichés szorongás vagy zavarodottság, nem úgy, mint az Egyesült Államokban.
Ahogyan arra Boas és Mead számított, a könyv a nyugati kultúra számos tagját felháborította 1928-as megjelenését követően. Az amerikai olvasókat sokkolta a megfigyelése azzal kapcsolatban, hogy a szamoai kultúrában a vérfertőzés gyakori jelenségnek számít, illetve az az állítása, hogy a fiatal szamoai nők éveken keresztül halogatják a házasságot, ezalatt pedig alkalmi partnerekkel élnek szexuális életet.
1983-ban, 5 évvel Mead halála után, egy új-zélandi antropológus, Derek Freeman könyvet jelentett meg Margaret Mead and Samoa: The Making and Unmaking of an Anthropological Myth címmel, melyben megkérdőjelezte Mead legfontosabb állításait a szamoai társadalomra jellemző szexuális szokásokkal kapcsolatban. Freeman könyvében a Meadet túlélő tudósítók állításaira hivatkozik, melyek szerint Mead rábeszélte a szamoaiakat, hogy kérdéseire azokat a válaszokat adják, melyeket ő szeretett volna. Ez az állítás éveken keresztül tartó vitát generált az antropológusok körében, akik közül sokan máig támadják Freeman Mead-del kapcsolatos kritikáját.
Mead felfedezései azt sugallják, hogy a szamoai közösség mellőzi a fiúkat és lányokat, míg el nem érik a 15-16 éves kort. Ezt megelőzően a gyerekeknek nincs semmiféle társadalmi rangjuk a közösségen belül. Mead azt is megfigyelte, hogy a házasságot egy szociális és gazdasági szerződésnek tekintik, melynek megkötésénél figyelembe veszik a férj és feleség egészségi állapotát, rangját és munkavégzési képességeit is.

### Sex and Temperament in Three Primitive Societies

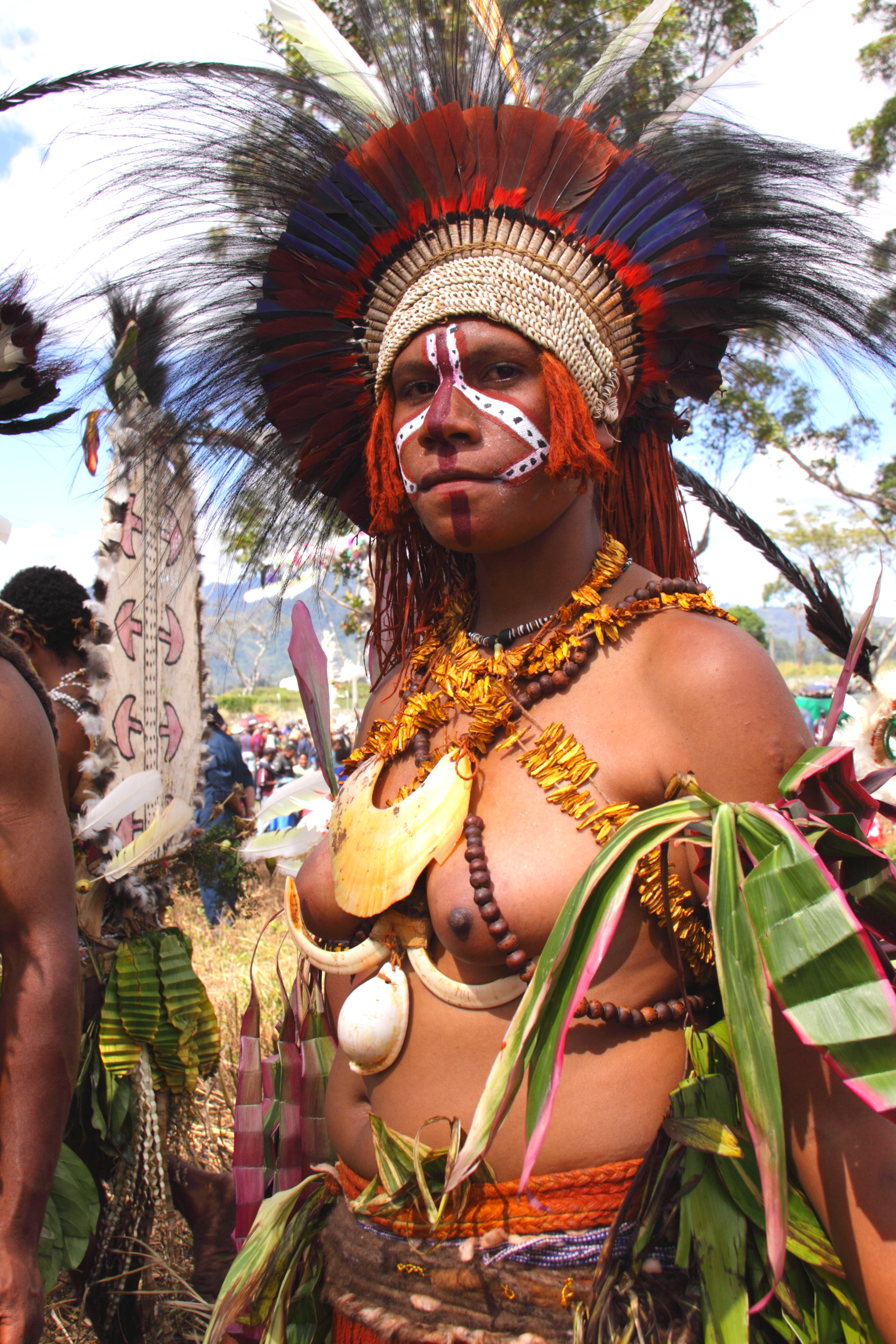
Pápua új-guineai nő a Kahure csoportból (2009)

Mead egy másik nagy hatású könyvének címe Sex and Temperament in Three Primitive Societies (Nemiség és temperamentum három primitív társadalomban). Ez a könyv lett a feminista mozgalom egyik legfontosabb alappillére, ugyanis azt állítja, hogy a Pápua új-guineai Sepik medencében található Tchambuli tó környékén élő népeknél a nők képviselik a domináns nemet, anélkül, hogy ez bármiféle problémát okozna a társadalmukban. A férfi dominancia hiánya valószínűleg az ausztráliai kormányzat törvényen kívüli háborúinak tudható be.
Mead könyvében azt állította, hogy az Arapesh-ben élő emberek – hasonlóan a Sepik medence népeihez – pacifisták, ugyanakkor azt is megjegyezte, hogy alkalmanként kötelezettséget vállalnak a háborúkban. Megfigyelései a parcellák felosztásáról, az egalitariánus hangsúlyról a gyermeknevelésben és leírásai a túlnyomórészt békés rokoni kapcsolatokról az arapesh-i emberek körében, teljesen különböztek a többi új-guineai kultúrában jellemző erőfitogtató magatartástól. 
Mead összehasonlító tanulmánya az egymással ellentétes nemi szerepek széles skáláját tárta fel:
- „Az Arapesh-ben élő emberek közül mind a férfiak, mind a nők békés természetűek voltak, és nem viseltek háborút.
- A mundugumorok között ennek épp az ellenkezője volt igaz: mind a nők, mind a férfiak harcias természetűek voltak.
- A tchambulik pedig mindkettőtől különböztek: a férfiak a cicomázkodással és önmaguk feldíszítésével voltak elfoglalva, míg a nők dolgoztak és ők képviselték a praktikus oldalt – pont ellenkező módon, mint a 20. századi Amerikában.”

### Más kutatási területei
Meadnek tulajdonítják, hogy meggyőzte az American Jewish Committee-t, hogy szponzoráljon egy kutatást, melynek lényege az európai zsidó falvak, az ún. shtetls-ek tanulmányozása volt. Állítólag a kutatásból származó könyv teremtette meg az ún. „zsidó anya sztereotípiát”, melynek lényege, hogy az anya már-már fullasztó módon szereti, ugyanakkor kontrollálja gyermekét. 
Társalapítója volt a Parapszichológiai Társaságnak, mely a parapszichológiai és lélektani kutatások előrehaladását támogató csoport.

## Emlékezete
1979. január 19-én Jimmy Carter elnök bejelentette, hogy a Szabadság Elnöki Medálja kitüntetést posztumusz Margaret Meadnek adományozza. A kitüntetést Andrew Young nagykövet nyújtotta át Mead lányának egy különleges rendezvényen, melyet Mead tiszteletére rendeztek, és amelyet az American Museum of Natural History szponzorált, ahol Mead hosszú időn keresztül dolgozott.
Számos iskola található az Egyesült Államokban, melyek Margaret Mead nevét viselik, többek között két általános iskola Sammamish-ben, Washington államban és Brooklynban, New York államban. 

## Művei

### Önálló szerzőként
- Coming of Age in Samoa (1928) – Szamoa (2003; a Férfi és nő c. könyv 2003-as kiadásának kiegészítéseként)
- Growing Up in New Guinea (1930)
- The Changing Culture of an Indian Tribe (1932)
- Sex and Temperament in Three Primitive Societies (1935)
- And Keep Your Powder Dry: An Anthropologist Looks at America (1942)
- Male and Female (1949) – Férfi és nő (1970)[12]
- New Lives for Old: Cultural Transformation in Manus, 1928-1953 (1956)
- People and Places (1959)
- Continuities in Cultural Evolution (1964)
- Culture and Commitment (1970)
- Blackberry Winter: My Earlier Years (1972)

### Szerkesztőként vagy társszerzőként
- Cultural Patterns and Technical Change (1953) – szerkesztő
- Primitive Heritage: An Anthropological Anthology (1953) – szerkesztő
- An Anthropologist at Work (1959) – szerkesztő
- The Study of Culture At A Distance (1953) – szerkesztő
- Themes in French Culture (1954) – társszerző Rhoda Metraux mellett
- The Wagon and the Star: A Study of American Community Initiative (1966) – társszerző Muriel Whitbeck Brown mellett
- A Rap on Race (1971) – társszerző James Baldwin mellett
- A Way of Seeing (1975) – társszerző Rhoda Metraux mellett

## Magyarul megjelent művei
- Férfi és nő. A két nem viszonya a változó világban; szerk., vál., utószó, jegyz. Bodrogi Tibor, ford. András László, Vajda Endre; Gondolat, Bp., 1970
- Margaret Mead–Paul Byers: A szűkkörű értekezlet. A kommunikáció új formája; szerk. Szűcs Miklós; MTESZ Tájékoztatási Tudományos Társaság, Bp., 1976 (Fordításgyűjtemény)

## Fordítás
- Ez a szócikk részben vagy egészben  a   Margaret Mead című angol Wikipédia-szócikk fordításán alapul.  Az eredeti cikk szerkesztőit annak laptörténete sorolja fel. Ez a jelzés csupán a megfogalmazás eredetét és a szerzői jogokat jelzi, nem szolgál a cikkben szereplő információk forrásmegjelöléseként.